# Шарп, Билли
Уильям (Билли) Луис Шарп (англ. William Louis Sharp; 2 мая 1986, Шеффилд) — английский футболист, нападающий клуба «Донкастер Роверс».

## Карьера

### «Шеффилд Юнайтед»
Шарп родился в Шеффилде и с детства являлся преданным поклонником клуба «Шеффилд Юнайтед». Будучи подростком, он сначала играл за местную любительскую команду «Мидлвуд Роверс», а затем был приглашён в академию «Ротерхэма». Здесь Билли показывал неплохие показатели на тренировках и во время матчей. Так его заприметили скауты родного «Шеффилд Юнайтед» и доучиваться футбольному мастерству Билли отправился уже в стан «клинков».
В 2004 году Билли окончил обучение в футбольной школе «Шеффилд Юнайтед». Подписав контракт с клубом, он официально стал его игроком, а также начал профессиональную карьеру. В своем первом сезоне Шарп сыграл лишь в двух матчах, а уже в январе 2005 года его отправили в аренду. С клубом «Рашден энд Даймондс» (Д4) Билли заключил договор аренды, срок которой составил полгода. За этот короткий промежуток времени Шарп сыграл 16 матчей и забил девять мячей.

### «Сканторп Юнайтед» и возвращение в «Шеффилд Юнайтед»
Вернувшись из аренды, Билли оказался не востребован в родном клубе и отправился искать счастья в других командах. Футболист подписал контракт с клубом «Сканторп Юнайтед», сумма перехода составила порядка 100 тыс. фунтов. Помимо Шарпа, в это же окно «Сканторп» подписал воспитанника «Лидса» Энди Кио. Шарп и Кио составили опаснейший дуэт нападения, наколотив на двоих в дебютном сезоне 38 голов, из них 23 оказалось на счету Шарпа.
В следующем сезоне Шарп пошёл дальше и записал в свой актив 30 мячей, в том числе гол в матче на Кубок Англии против «Астон Виллы», который транслировался по телевидению. Тем самым Билли обратил на себя внимание многочисленных скаутов. По итогам сезона 2006/07 «Сканторп» заработал промоушн в Чемпионшип, а Шарп стал лучшим бомбардиром всей Футбольной лиги. Всего за два сезона в составе «Сканторпа» Шарп провёл 95 матчей и забил 56 мячей.
За игроком выстроилась целая очередь покупателей, но победителем стал тот самый «Шеффилд Юнайтед». Сумма трансфера составила примерно 2 млн фунтов. Но как следует заиграть в любимом клубе у Шарпа не получилось и со второй попытки. За два сезона в составе «Юнайтед» Билли провел 61 матч и забил 11 голов. Совсем не тот результат, на который рассчитывали функционеры на «Брэммол Лейн».

### «Донкастер Роверс»
В итоге, в июле 2009 года игрок был выставлен на трансфер и в сентябре перебрался в другой клуб Чемпионшипа, «Донкастер Роверс», на правах сезонной аренды. Здесь он вновь начал забивать столько, сколько привык в предыдущих командах. За 33 матча он отличился 15 раз.
«Донкастер» не хотел возвращать игрока в «Шеффилд Юнайтед» и попытался выкупить трансфер Шарпа. Но первоначальное предложение в размере 1 млн фунтов было отклонено. «Донкастер» не сдавался и предложил на 150 тыс. больше, чем в первый раз. В итоге, 7 июля 2010 года игрок официально подписал с «роверс» трёхлетний контракт.
Следующий сезон вышел такими же ударными — 31 матч и 16 голов. Покорить отметку в 20 голов игроку помешали травмы. Летом «Донкастер» получил предложения о переходе игрока, однако сумму в 2,3 млн фунтов от «Ипсвича» руководители клуба посчитали недостаточной. Затем свой ход сделал «Саутгемптон» и предложил на миллион больше. «Донкастер» согласился продать игрока, но Шарп наотрез отказался переезжать на «Сент-Мэри».
В итоге сезон 2011/12 Шарп начал снова в составе «Донкастера». По ходу этого сезона произошло событие, о котором ещё долго будут вспоминать как в Англии, так и во всем футбольном мире. 27 октября на официальном сайте «Донкастера» появилась такая новость:
В субботу популярный нападающий «Донкастера» Билли Шарп пережил тяжелую утрату – у него умер сын двух дней от роду. Билли просит болельщиков и одноклубников устроить перед игрой минутную овацию, чтобы почтить короткую жизнь его сына. Сообщение объявят перед стартовым свистком. Луи Джейкоб Шарп: родился 27 октября – забран ангелами 29 октября. Земля тебе пухом, сынок!
Под продолжительные аплодисменты забивших до отказа стадион зрителей Билли вышел на поле спустя всего два дня после смерти сына. Обе команды и судейская бригада почтили память младенца минутой молчания, обняв друг друга в центральном круге. А уже в самом начале поединка Билли удался сказочный по красоте гол. Ворвавшись в штрафную по левому флангу, он в касание поймал на подъём передачу партнера и с острого угла вогнал мяч в дальний верхний угол. Едва сдерживая эмоции, Шарп подбежал к трибунам и снял игровую футболку, под которой была надета майка с надписью «Это для тебя, сынок». Судья Даррен Дэдмэн и не подумал достать жёлтую карточку, положенную за демонстрацию любых слоганов на футболках во время игры. После матча он прокомментировал это так:
Я руководствовался не правилами, а здравым смыслом.
Нападающий, хотя его клуб в итоге и уступил со счётом 1:3, был удостоен звания лучшего игрока матча.

### «Саутгемптон» и новые аренды
Однако даже такое потрясение не смогло сбить прицел у Билли. До конца января в 20 матчах он забил 10 голов. Накануне закрытия зимнего трансферного окна игрока все-таки переманил в свои ряды несущийся на всех парах в Премьер-лигу «Саутгемптон». По слухам, «святые» отдали за футболиста где-то 1,8 млн фунтов. До конца сезона футболист провёл 15 матчей за свой новый клуб и отметился 9 голами. Шарп наконец достиг то, к чему стремятся тысячи игроков по всей Англии — права сыграть в высшем английском дивизионе.
Но стать основным нападающим клуба в Премьер-лиге Шарпу было не суждено и, проведя лишь 2 матча на этом уровне, он отправился бороздить до боли знакомый Чемпионшип в составах других команд на правах аренды. Сначала он отправился в «Ноттингем» и в 40 матчах отличился 11 раз.
Шарп вернулся в «Саутгемптон» спустя год, но там уже не было Найджела Эдкинса, который приглашал его в команду, его заменил Маурисио Почеттино. Форвард понял, что в клубе на него больше не рассчитывают, и с удовольствием отправился на правах аренды к Эдкинсу в «Рединг». Здесь он поиграл до нового года и забил 2 гола. После этого 22 января Шарп, также на правах очередной аренды, вернулся в ставший уже родным «Донкастер», но его 4 гола не смогли спасти клуб от вылета.

### «Лидс Юнайтед»
Летом 2014 года Шарп подписал контракт с «Лидс Юнайтед» сроком на 2 года. Трансферная стоимость игрока составила порядка 600 тыс. фунтов. В новой команде Шарп взял 8-й номер и отметился голом уже в дебютной встрече против «Мидлсбро» на 88-й минуте встречи.

### Новое возвращение в «Шеффилд Юнайтед»
25 июля 2015 года Шарп вернулся в «Шеффилд Юнайтед», подписав двухлетний контракт с опцией продления ещё на один год. 18 июля 2017 года подписал с клубом новый двухлетний контракт. 21 февраля 2019 года продлил контракт с клубом до 2021 года. 10 июня 2020 года подписал с клубом новый двухлетний контракт до конца сезона 2021/22. Летом 2023 года Шарп покинул «Шеффилд Юнайтед».

### «Лос-Анджелес Гэлакси»
15 августа 2023 года Шарп на правах свободного агента присоединился к клубу MLS «Лос-Анджелес Гэлакси», подписав контракт до конца сезона 2023 с опцией продления на сезон 2024. В американской лиге дебютировал 26 августа в матче против «Чикаго Файр», выйдя на замену вместо Деяна Йовелича на 70-й минуте и реализовав пенальти на 90-й минуте. 20 сентября в матче против «Миннесоты Юнайтед» оформил хет-трик, за что был назван лучшим игроком игрового дня MLS. По окончании сезона 2023 «Лос-Анджелес Гэлакси» отклонил опцию продления контракта с Шарпом.

### «Халл Сити»
20 декабря 2023 года Шарп достиг договорённости о подписании контракта с клубом Чемпионшипа «Халл Сити», действующего с 1 января 2024 года и до конца сезона.

## Достижения

### Командные достижения
Сканторп Юнайтед
- Победитель Первой футбольной лиги Англии : 2006/07

Саутгемптон
- Второе место в Чемпионшипе Футбольной лиги Англии : 2011/12

### Личные достижения
- Лучший игрок 2007 года в Лиге 1 в составе «Шеффилд Юнайтед»
- Игрок сезона 2010/11 в составе «Донкастер Роверс»